# Bruce Bilby
Bruce Alexander Bilby FRS é um engenheiro mecânico britânico.
É professor emérito da Universidade de Sheffield.

## Vida
É graduado pela Dover Grammar School for Boys. Lecionou na Universidade de Birmingham. Foi colega de Alan Cottrell. Foi professor de teoria dos materiais da Universidade de Sheffield, de 1966 a 1984.